# Gregg Hoffman
Gregg S. Hoffman (* 11. Juni 1963 in Phoenix, Arizona; † 4. Dezember 2005 in Los Angeles, Kalifornien) war ein US-amerikanischer Filmproduzent.

## Leben
Gregg Hoffman begann seine Karriere als Ko-Produzent des Filmes Only You mit Andrew McCarthy und Helen Hunt (1992). Bei dieser Produktion wirkte er auch als Musikkoordinator. Für den Videomarkt produzierte er 2003 den Film George, der aus dem Dschungel kam 2. Sein erster und erfolgreichster Film war 2004 Saw mit Cary Elwes und Danny Glover. Er produzierte auch die Fortsetzung Saw II und plante einen dritten Teil, der ebenso wie weitere Filmprojekte für 2006 und 2007 nicht mehr von ihm realisiert werden konnte. Dennoch wird er als Produzent der Filme Dead Silence sowie aller weiteren Filme der Saw-Reihe aufgeführt.
Im Abspann des Horrorfilms Catacombs – Unter der Erde lauert der Tod der beiden Regisseure Tomm Coker und David Elliot von 2007, in dem die Popsängerin Pink eine Hauptrolle spielt, wird Gregg Hoffman der Film gewidmet.